# José María Arancibia
José María Arancibia (Buenos Aires, 11 de abril de 1937) é arcebispo emérito de Mendoza.
José María Arancibia foi ordenado sacerdote em 22 de setembro de 1962.
Em 26 de fevereiro de 1987, o Papa João Paulo II o nomeou Bispo Titular de Pumentum e Bispo Auxiliar de Córdoba. O arcebispo de Córdoba, Raúl Francisco Cardeal Primatesta, concedeu-lhe a consagração episcopal em 28 de maio do mesmo ano; Os co-consagradores foram Estanislao Esteban Karlic, Arcebispo Coadjutor do Paraná, e Omar Félix Colomé, Bispo de Cruz del Eje.
Foi nomeado Arcebispo Coadjutor de Mendoza em 13 de fevereiro de 1993 e empossado em 28 de maio do mesmo ano. Com a aposentadoria de Cándido Genaro Rubiolos, sucedeu-o em 25 de março de 1996 como Arcebispo de Mendoza.
Em 10 de novembro de 2012, o Papa Bento XVI acatou seu pedido de demissão por motivos de idade.